# Bangville Police
Pour plus de détails, voir Fiche technique et Distribution.
Bangville Police est un court métrage muet américain réalisé par Henry Lehrman, sorti en 1913.

## Synopsis
Un heureux événement est attendu dans l’étable de la ferme qui met en joie la fille du fermier : la vache doit mettre bas. Retournée dans sa chambre, cette dernière entend des bruits suspects. Inquiète, croyant en la présence de voleurs, elle prévient par téléphone la police et se barricade dans sa chambre…

## Fiche technique
- Titre : Bangville Police
- Réalisation : Henry Lehrman
- Scénario :
- Production : Mack Sennett
- Société de production : The Keystone Film Company
- Société de distribution : Mutual Film Corporation
- Durée :
- Format : Noir et blanc - 1,33:1 - film muet
- Date de sortie : États-Unis : 24 avril 1913

## Distribution
- Fred Mace : le shérif de Bangville
- Mabel Normand : Della la jeune-fille
- Nick Cogley : le père de Della
- Charles Avery : le premier adjoint
- Edgar Kennedy : un adjoint du shérif
- Rube Miller : un adjoint du shérif
- Jack Leonard : un adjoint du shérif
- Fred Happ : un adjoint du shérif